# Arzenát
Az arzenátion  képlete AsO3−4. Minden olyan vegyületet arzenátnak hívunk, ami tartalmazza ezt az iont. Az arzenátban lévő arzén ötvegyértékű.
Az arzenát sok tulajdonságában hasonlít a foszfátra. Ez azzal magyarázható, hogy a foszfor és az arzén a periódusos rendszeren belül ugyanabba a főcsoportba tartozik.

## Ionjai
- Savas körülmények között arzénsavként H3AsO4;
- gyengén savas közegben dihidrogén arzenát ionként: H2AsO−4;
- gyengén bázikus közegben hidrogén arzenát ionként HAsO2−4;
- bázikus körülmények között pedig arzenát ionként AsO3−4 van jelen.

## Fordítás
- Ez a szócikk részben vagy egészben  az   Arsenate című angol Wikipédia-szócikk fordításán alapul.  Az eredeti cikk szerkesztőit annak laptörténete sorolja fel. Ez a jelzés csupán a megfogalmazás eredetét és a szerzői jogokat jelzi, nem szolgál a cikkben szereplő információk forrásmegjelöléseként.